# Петрикози (Західнопоморське воєводство)
Петрикози (пол. Petrykozy, нім. Althof) — село в Польщі, у гміні Римань Колобжезького повіту Західнопоморського воєводства.